# Кубок Вызова Уитакера
Кубок Вызова Уитакера (англ. Whitaker Challenge Cup) — футбольный турнир, проводившийся на Сицилии с 1905 по 1908 год. Первый футбольный турнир в южной Италии.
Кубок был предложен Джошуа и Эфросинией Уитакерами. Трофей представлял собой серебряную чашу, изготовленную мастерами из Палермо. Приз оспаривали «Мессина» и «Англо-Палермский атлетический и футбольный клуб», которые в 1907 году был преобразован в футбольный клуб «Палермо».
В 1907 году матч дважды отменялся — сначала из-за плохой погоды, затем по причине того, что команды не могли договориться о судье матча. Матч состоялся 2 апреля 1907 года.
Турнир был отменён после землетрясения в декабре 1908 года. С 1909 года его заменил Кубок Вызова Липтона.

## Результаты
| Дата           | Стадион                          | Чемпион | Финалист             | Счет | Ссылка |
| 25 апреля 1905 | «Кампо Варваро», Мессина         | Мессина | Англо-Палермский АФК | 1:0  | [ 5 ]  |
| 26 марта 1906  | «Спьяццали Сан Райнери», Палермо | Мессина | Англо-Палермский АФК | 2:1  | [ 6 ]  |
| 2 апреля 1907  | «Кампо Варваро», Мессина         | Палермо | Мессина              | 4:0  | [ 7 ]  |
| 5 февраля 1908 | «Спьяццали Сан Райнери», Палермо | Палермо | Мессина              | 3:0  | [ 8 ]  |